# Schloss Kozłówka

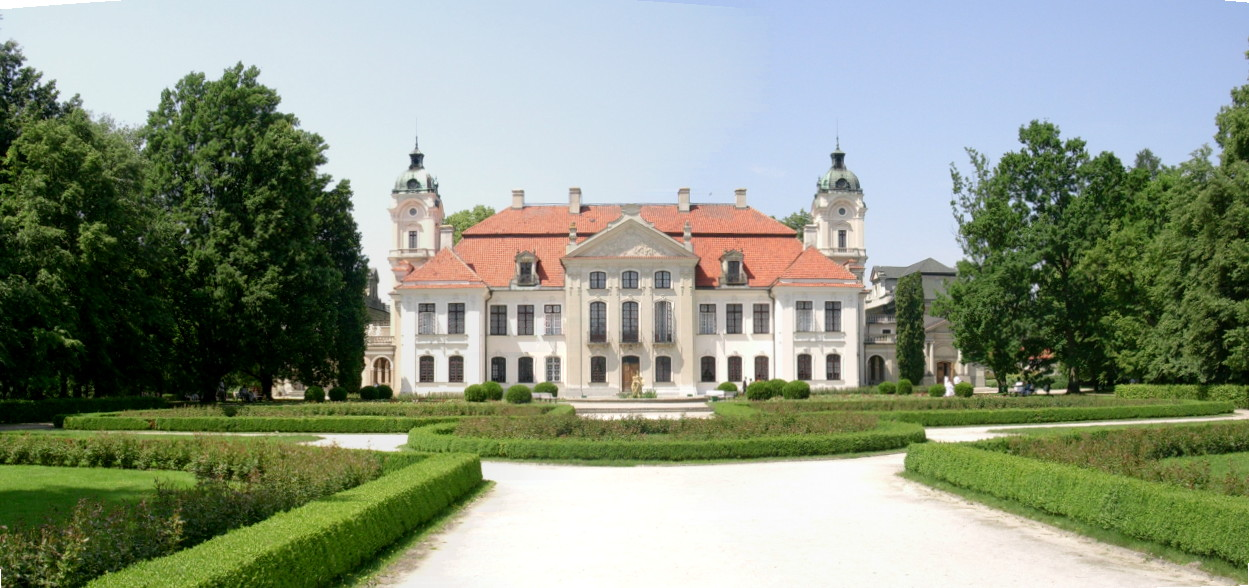
Gartenfassade des Schlosses

Das Schloss Kozłówka (polnisch Pałac w Kozłówce) ist ein Schloss in Kozłówka in der Gmina Kamionka nördlich von Lublin, der Hauptstadt der polnischen Woiwodschaft Lublin.

## Geschichte
Das Schloss wurde im in der ersten Hälfte des 18. Jahrhunderts von Józef Fontana für Michał Bieliński aus der Magnatenfamilie der Bieliński errichtet. Ende des 18. Jahrhunderts ging das Schloss an die Magnatenfamilie Zamoyski. Seit 1979 befindet sich im Schloss ein Museum und seit den 1990er Jahren befindet sich in den Gartenanlagen ein Museum der Kunst des Sozialistischen Realismus, in dem unter anderem mehrere Lenin-Büsten und -statuen zu sehen sind.